# 眞鍋なな子
眞鍋 なな子 (まなべ ななこ)は、日本の音楽教育者、合唱指導者。東京都町田市立鶴川第二小学校主任教諭。夫は町田市立鶴川第二中学校合唱部顧問の眞鍋淳一。

## 経歴
- 武蔵野音楽大学器楽学科ピアノ科卒。
- 東京都町田市、中央区、狛江市、大田区の小学校で音楽専科として勤務[1]。
- 大田区立久原小学校を経て、平成19年度（2007年）から2024年現在まで、東京都町田市立鶴川第二小学校で主任教諭を務める[2]。

## 著書
- 『子どもが輝く歌の授業 音楽指導ブック』[3]

## メディア掲載
- 教育音楽 中学・高校版（2022年3月号）
  - 特集Ⅰ　［対談］今、見つけ出せる歌の可能性～卒業式の取り組みに向けて　眞鍋淳一・眞鍋なな子
- 教育音楽 小学版（2023年1月号）
  - 連載　みんなでつなげる歌の授業　㉒　「言葉掛け」の価値を振り返ろう　眞鍋なな子
- 教育音楽 小学版（2023年2月号）
  - 連載　みんなでつなげる歌の授業　㉓　音楽の流れ、授業の流れ　眞鍋なな子
- 教育音楽 小学版（2023年3月号）
  - 連載　みんなでつなげる歌の授業　㉔最終回　未来へつながる歌の力　眞鍋なな子
- 教育音楽 小学版（2023年6月号）※中学・高校版にも掲載
  - 特集　[対談]　小学校×中学校　音楽授業で「音取り」をどう指導する？　眞鍋なな子　眞鍋淳一
  - We Loveミュージック！　町田市立鶴川第二小学校・中学校合唱部OB・OG合唱団「CoroTsuruDue」＆眞鍋なな子・淳一先生
- 教育音楽 小学版（2024年9月号）※中学・高校版にも掲載
  - We Loveミュージック！　町田市立鶴川第二小学校・中学校合唱部OB・OG合唱団「CoroTsuruDue」＆眞鍋なな子・淳一先生